# David Etxebarria

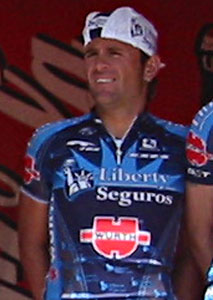
David Etxebarria

David Etxebarria Alkorta (* 23. Juli 1973 in Abadiño) ist ein ehemaliger spanischer Radrennfahrer.
Etxebarria wurde 1994 Profi bei ONCE, wo er sieben Jahre lang fuhr. Danach  wechselte er zu Euskaltel-Euskadi, bevor er 2005 zu Liberty Seguros wechselte und 2006 seine Karriere beendete. 1996 gewann er die Tour de l’Avenir, an der nur Fahrer teilnehmen dürfen, die jünger als 25 Jahre sind. Bei der Tour de Suisse 1997 siegte er auf der sechsten Etappe. Zwei Jahre später feierte Etxebarria seine größten Erfolge. Er gewann zwei Etappen bei der Tour de France 1999 und beendete sie als Zwölfter.
David Etxebarria ist nicht mit seinem Namensvetter Unai Etxebarria aus Venezuela verwandt.

## Erfolge
1995
- eine Etappe Tour de l’Avenir

1996
- eine Etappe Vuelta a Asturias
- Sieger Gran Premio de Llodio
- eine Etappe und Gesamtwertung Tour de l’Avenir

1997
eine Etappe Tour de Suisse
1998
- eine Etappe Paris–Nizza

1999
- Gesamtwertung Euskal Bizikleta
- zwei Etappen Tour de France

2000
- eine Etappe Euskal Bizikleta

2001
- eine Etappe Valencia-Rundfahrt

2002
- zwei Etappen Baskenland-Rundfahrt
- eine Etappe Euskal Bizikleta

2003
- eine Etappe Euskal Bizikleta

2005
- Sieger Klasika Primavera

## Teams
- 1994–2000 O.N.C.E.-Deutsche Bank
- 2001–2004 Euskaltel-Euskadi
- 2005–2006 Liberty Seguros-Würth/Team Astana